# Bengt Olsson (landshövding)
För andra betydelser, se Bengt Olsson.
Bengt Karl Olsson, född 25 februari 1918 i Stora Kopparbergs församling, Kopparbergs län, död 23 maj 1990 i Lidingö församling, Stockholms län, var en svensk ämbetsman.

## Biografi
Olsson avlade socionomexamen 1940, varpå han var bokhållare vid Falu lasarett 1940–1948 och syssloman vid Solbackens sanatorium 1948–1949. Åren 1949–1964 var han anställd vid Västernorrlands läns landsting: som direktörsassistent 1949–1959 och som landstingsdirektör 1959–1964. Åren 1964–1974 var han förbundsdirektör i Svenska landstingsförbundet (från 1972 Landstingsförbundet). Olsson var landshövding i Kopparbergs län 1974–1980.
Olsson var därtill ledamot av styrelsen för Universitetskanslersämbetet 1964–1969, ledamot av styrelsen för Socialstyrelsen 1968–1974 och ledamot av styrelsen för Sjukvårdens och socialvårdens planerings- och rationaliseringsinstitut 1968–1974.
Bengt Olsson var son till målaren Karl Olsson och Anna, född Olsson. Han gifte sig 1943 med sjuksköterskan Maj-Britt Ågren (född 1916). Han är gravsatt i minneslunden på Lidingö kyrkogård.